# 伊万里市立黒川小学校
伊万里市立黒川小学校（いまりしりつくろがわしょうがっこう）は佐賀県伊万里市黒川町大黒川にある市立の小学校。略称「黒小（くろしょう）」。

## 概要
歴史
1986年（昭和61年）に黒川地区にあった以下の2校1分校が統合して開校した。2021年（令和3年）には創立35周年を迎えた。
- 伊万里市立黒川小学校（旧）
- 伊万里市立黒川小学校立目分校（立目の読みは「たちめ」）
- 伊万里市立東黒川小学校

校章
中央に校名の「黒小」の文字（縦書き）を配している。
校歌
作詞は内山良男、作曲は冨永みさをによる。歌詞は3番まであり、各番に校名の「黒川小学校」が登場する。
通学区域
住所表記で伊万里市の後に「福田、浦潟、干潟、大黒川、奥野、塩屋、小黒川、浦分、黒塩、椿原、名村団地、清水、横野、立目、牟田、花房、畑川内、長尾、真手野」が続く地域。
中学校区は伊万里市立青嶺中学校。

## 沿革
旧・黒川小学校

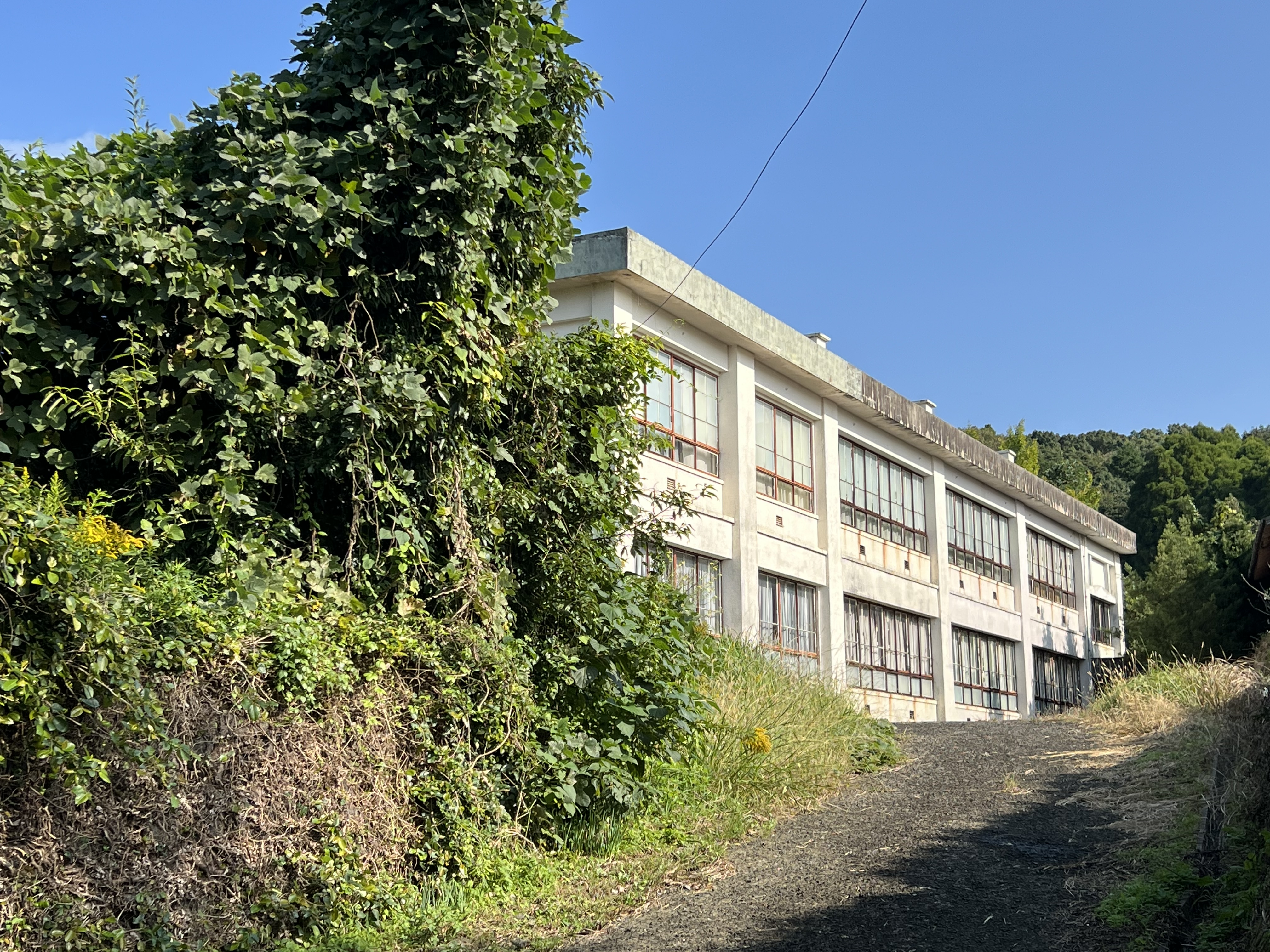
旧・黒川小学校跡に残る鉄筋校舎

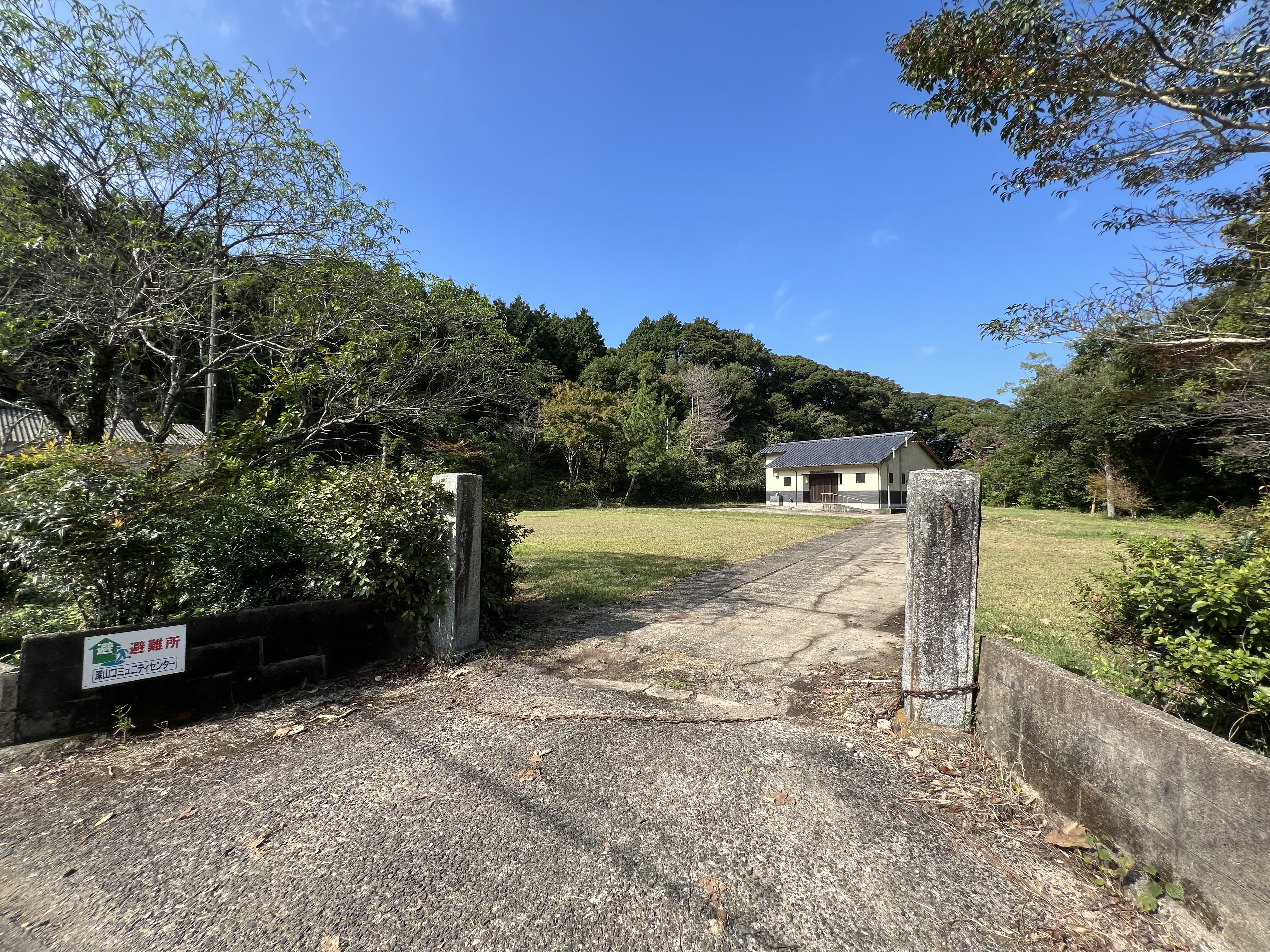
旧・立目分校跡
現・深山コミュニティセンター

- 1874年（明治7年）10月7日 - 姥賀[注釈 1]村に「姥賀[注釈 1]小学校」が創立。
- 1875年（明治8年）3月 - 立目分校[注釈 2]を設置。
- 1887年（明治20年）- 小学校令の施行により、尋常科（4年制）を設置の上、「尋常姥賀小学校」に改称。
  - 持丸小学校（東黒川小学校の前身）を統合し、畑川内分舎とする。
- 1889年（明治22年）4月 - 町村制施行により、黒川村立の小学校となり、「尋常黒川小学校」に改称。
- 1891年（明治24年）- 「黒川尋常小学校」に改称。
- 1892年（明治25年）- 畑川内分舎が分離の上、「前平尋常小学校」として独立。畑川内長尾寄りに校舎を新築（この時の校舎が1986年の閉校まで存続）。
- 1906年（明治39年）
  - 2月 - 校舎を改築。
  - この年 - 高等科を設置の上、「黒川第一尋常高等小学校」に改称。
- 1907年（明治40年）- 小学校令改正により、義務教育年限（尋常科の修業年限）が4年から6年に延長される。
- 1911年（明治44年）- 義務教育年限の延長により、収容児童数が増加し、校舎が手狭になったため、校舎を増築。
- 1941年（昭和16年）4月1日 - 国民学校令の施行により、「黒川第一国民学校」に改称。尋常科を初等科に改める。
- 1945年（昭和20年）- 立目分校校舎を改築。初等科5・6年生を収容開始。1・2年、3・4年、5・6年の複式3学級となる。
- 1947年（昭和22年）4月1日 - 学制改革（六・三制）の実施により、国民学校初等科が「黒川村立第一小学校」に改組・改称。
  - 国民学校高等科は青年学校普通科と統合され、新制中学校「黒川村立黒川中学校」に改組された。校舎完成までの間、第一小学校に併設される。
- 1950年（昭和25年）4月1日 - 「黒川村立黒川小学校」に改称。
- 1951年（昭和26年）- 黒川中学校の新校舎が大黒川3209番地に完成したため、小学校校舎一部の貸与を終了。
- 1953年（昭和28年）- 講堂と管理棟舎が完成。
- 1954年（昭和29年）4月1日 - 町村合併により、伊万里市が市制施行。これにより「伊万里市立黒川小学校」に改称。
- 1957年（昭和32年）- 第二棟舎が完成。
- 1964年（昭和39年）- 鉄筋コンクリート像2階建て新校舎（6教室）が完成。
- 1969年（昭和44年）- 2教室を増築。
- 1986年（昭和61年）3月31日 - 統合のため閉校。
  - 最終所在地と跡地
    - 本校 - 伊万里市黒川町小黒川279番地1[2] 木造校舎は解体されたが、鉄筋校舎は伊万里市教育委員会 文化財研究室として使用された。
    - 立目分校 - 伊万里市黒川町立目216番地3[2]

旧・東黒川小学校（ひがしくろがわ）

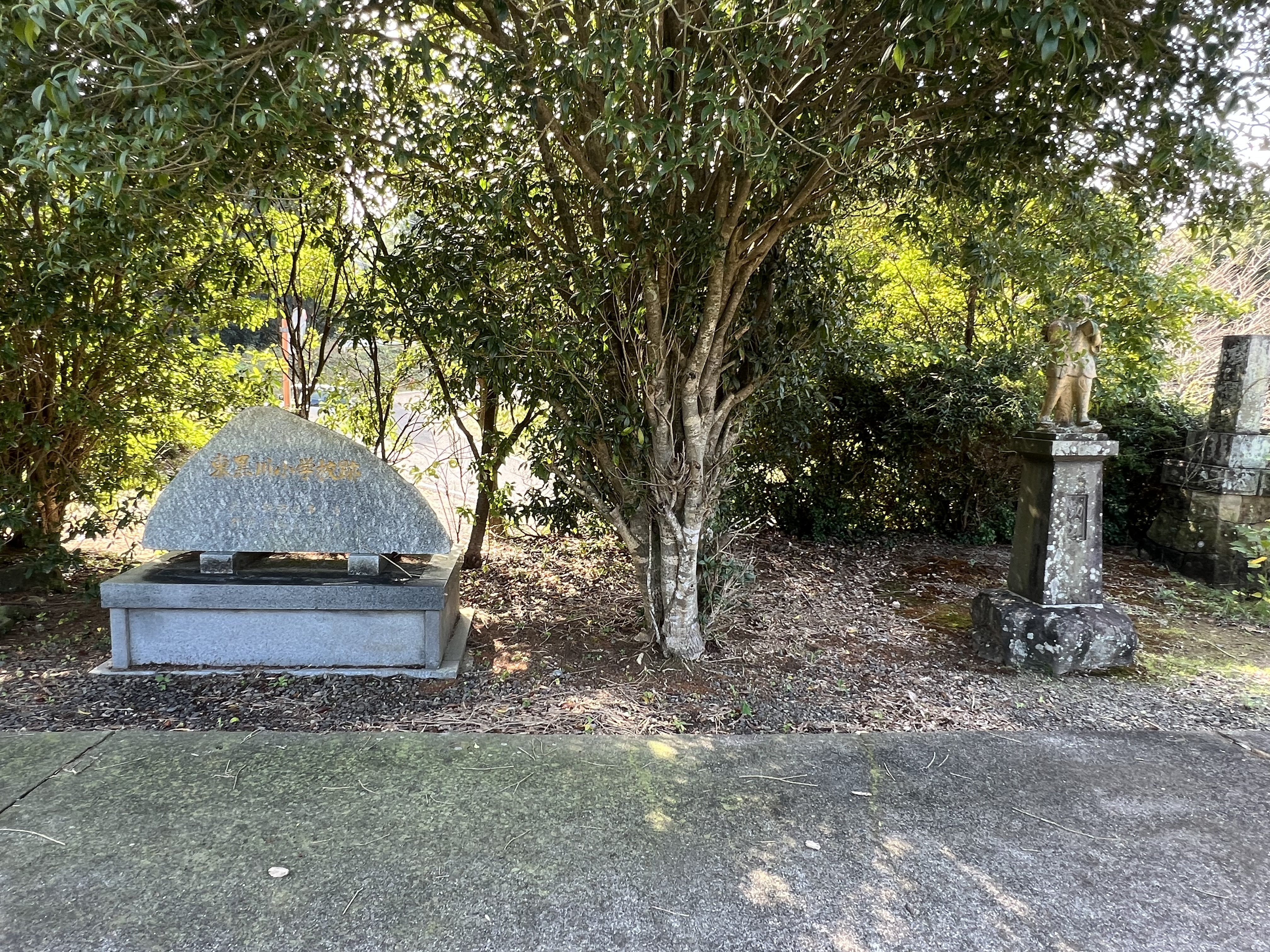
旧・東黒川小学校跡に残る記念碑

- 1873年（明治6年）3月 - 「前平小学校」が創立。
  - 南波多6地区（重橋・水留・古里・谷口・大曲・高瀬）および黒川東部4地区を校区としていた。
  - 真手野の華蔵寺を仮教場とし、間もなく重橋の神ノ原に移転。
- 1878年（明治11年） - 南波多6地区と黒川4地区が行政区・校区を分離。これに伴い、畑川内持丸田に校舎を新築し、移転を完了。校名を「持丸小学校」とする。
- 1887年（明治20年）- 統合により「尋常姥賀小学校 畑川内分舎」に改称。
- 1889年（明治22年）4月 - 町村制施行により、黒川村立の小学校となり、「尋常黒川小学校 畑川内分舎」に改称。
- 1891年（明治24年）- 「黒川尋常小学校 畑川内分舎」に改称。
- 1892年（明治25年）- 黒川尋常上学校から分離の上、「前平尋常小学校」として独立。
- 1906年（明治39年）- 高等科を設置の上、「黒川第二尋常高等小学校」に改称。
- 1907年（明治40年）- 小学校令改正により、義務教育年限（尋常科の修業年限）が4年から6年に延長される。
- 1941年（昭和16年）4月1日 - 国民学校令の施行により、「黒川第二国民学校」に改称。尋常科を初等科に改める。
- 1947年（昭和22年）4月1日 - 学制改革（六・三制）の実施により、国民学校初等科が「黒川村立第二小学校」に改組・改称。
  - 新制中学校「黒川村立黒川中学校」の校舎が完成するまでの間、第二小学校に中学校分校が併設される。
- 1950年（昭和25年）4月1日 - 「黒川村立東黒川小学校」に改称。
- 1951年（昭和26年）- 黒川中学校の校舎が完成したため、併設の中学校分校が廃止される。
- 1954年（昭和29年）4月1日 - 町村合併により、伊万里市が市制施行。これにより「伊万里市立東黒川小学校」に改称。
- 1978年（昭和53年）- 2教室を改造し、伊万里市立黒川幼稚園が併設される。
- 1986年（昭和61年）3月31日 - 統合のため閉校。
  - 最終所在地 - 伊万里市黒川町畑川内2069番地[2]。跡地は林業研修センターとして利用された。

統合後 現・黒川小学校
- 1986年（昭和61年）4月1日 - 現在地に新校舎が完成し、移転・統合を完了。新しい「伊万里市立黒川小学校」（現校名）が開校。
  - 隣接地に伊万里市立黒川幼稚園が新設・開園（東黒川小学校校地から移転）。
- 1995年（平成7年）10月 - 開校10周年を記念し、校地内に「敬愛の森」植樹を実施。
- 2000年（平成12年）4月1日 - 黒川中学校と波多津中学校が統合され、伊万里市立青嶺中学校が中学校区となる。
- 2023年（令和5年）3月31日 - 隣接地の伊万里市立黒川幼稚園が閉園となる。

## 交通
最寄りのバス停留所
- 西肥自動車・昭和自動車 「黒川小学校」バス停留所

最寄りの幹線道路
- 佐賀県道297号塩屋大曲線 「黒川小前」交差点
- 国道204号

## 参考資料
- 「伊万里市史 教育・人物編」（2003年（平成15年）3月31日発行, 伊万里市）p.355 - p.358